# Koroda Pál
Felső-kubini Koroda Pál, olykor Kóroda formában is (Kisendréd, Bars vármegye, 1858. március 6. – Budapest, 1933. augusztus 13.) író, költő, jogász, postatisztviselő, publicista, történész, állami tudományok doktora és földbirtokos.

## Élete
Koroda Pál megyei főbíró (aki az 1848–49-es mozgalmakban, később a megyei életben élénken részt vett) és zeitlingeni és zsibóthi Zeitler Mária fia. 1861-ben szülei anyai nagyanyjuknak, Kisfaludy Lipthay Johannának Garamújfalun levő birtokát vették át; ezen szépvidékű erdős, hegyes-völgyes faluban töltötte gyermekéveit és házilag nyerte kiképeztetését. Az algimnáziumot Léván, a felsőbb osztályokat a pozsonyi katolikus főgimnáziumban végezte; az első két évi jogot ugyanott a jogakadémián, a III. és IV. évi folyamot a budapesti egyetemen. 1879 májusában tett szigorlatot az államtudományokból, és 1881. március 19-én doktorrá avatták. Reviczky Gyulához gyermekkorától fogva szoros barátság fűzte, és az 1880-as évek elején irodalmi célok közössége egy kis írói kört csoportosított köréjük. Ettől kezdve irodalommal, joggal és politikával foglalkozott; az ellenzéki mozgalmakat 1875-ben Bars megyében ő élesztette fel újra. Később postatitkár volt Budapesten. A Petőfi Társaság tagjai sorában választotta. Sírja a Kerepesi úti temetőben található (47/1-1-22).
Több lap és folyóirat munkatársa volt, Szerkesztette 1885 elején a Barsmegyei Hirlapot. Sajtó alá rendezte Reviczky Gyula összes költeményeit (Budapest, 1895, két kötet) és az Epilogban megírta a költő életrajzát. A bűvös éj című költeményét 1896-ban a bojári Vigyázó alapítványból a Petőfi Társaság által 300 koronával jutalmazta.

## Publikációi
Költeményei a Vasárnapi Ujságban (1876.); a Pozsonyvidéki Lapokban (1877); Gáspár Imre Uj Nemzedékében (1877. A Túlvilág komédiájából); a Petőfi Társaság Lapjában (1878); Magyarországban (1881. 310. sz. A három legnagyobb élő költő: Arany János, Hugo Viktor és Tennyson Alfred); a Budapestben (1888. 355. sz. Goethe Friderikához); a Képes Családi Lapokban (1891.); czikkei a Honban, a Koszorúban (1878. Igazság a költészetben, 1880. 123. szám, Az uj franczia dráma, A kritikai áramlatok, erre Bodnár Zsigmond válaszolt és ő 1881. 8. sz. egy hosszabb czikkben felelt); a M. Salonban (1885. Vajda János, 1889. Reviczky Gyula, utolsó szerelmi cziklusáról); a Jogban (1885. Elvi ellentétes curiai határozatok); a Magyar Szemlében (1889. Tennyson költem., 1890. Kritikai levél a szerkesztőhöz, 1891. Reviczky Gyula életrajzához); a Nemzetben (1897. 84. sz. Reviczky Gyula.) jelentek meg.

## Munkái
- A túlvilág komédiája. Budapest, 1876. (drámai költemény, Ism. Pesti Napló 167. sz. esti k., Kassai Lapok 1877. 2., 3. sz.)
- Költői elbeszélések. Budapest, 1877. (Ism. P. Napló 164., Családi Kör 30., Délibáb 20., Vasárnapi Ujság 25. sz.)
- Alkibiadesz. Tragédia 5 felv. Budapest, 1884. (Ism. Bud. Hirlap 103., Bud. Szemle XXXIX., Társalgó 1885. 2. sz. Először előadatott a budapesti nemzeti szinházban 1895. deczember 20. Ismertetve: Pesti Napló 350., Fővárosi Lapok 350., Hazánk 349., Budapesti Hirlap 349. sz. 2. kiadás. Budapest. 1897.)
- A pörös jószág. Igaz történet. Budapest. 1884. (Regény, Jó könyvek 24.)
- A szép Sára története vagy a legnagyobb veszedelemben legközelebb az isten segítsége. Budapest, 1886. (Jó Könyvek 40.)
- Fehér virágok. Fiatal leányoknak való költemények. Budapest, 1891. (Kiválogatták Baló Taszilóval együtt.)
- Az ostrom, vígjáték 3. felv. Budapest, 1891. (Ism. Élet II. 315. l., P. Napló 342. sz.)
- Az udvarló. Budapest, 1893. (Az 1885. március 19-ei akadémiai Jelentésben megdicsérték)
- Lira. Költemények. Budapest, 1898.
- Wesselényi. Budapest, 1907. (Dráma)

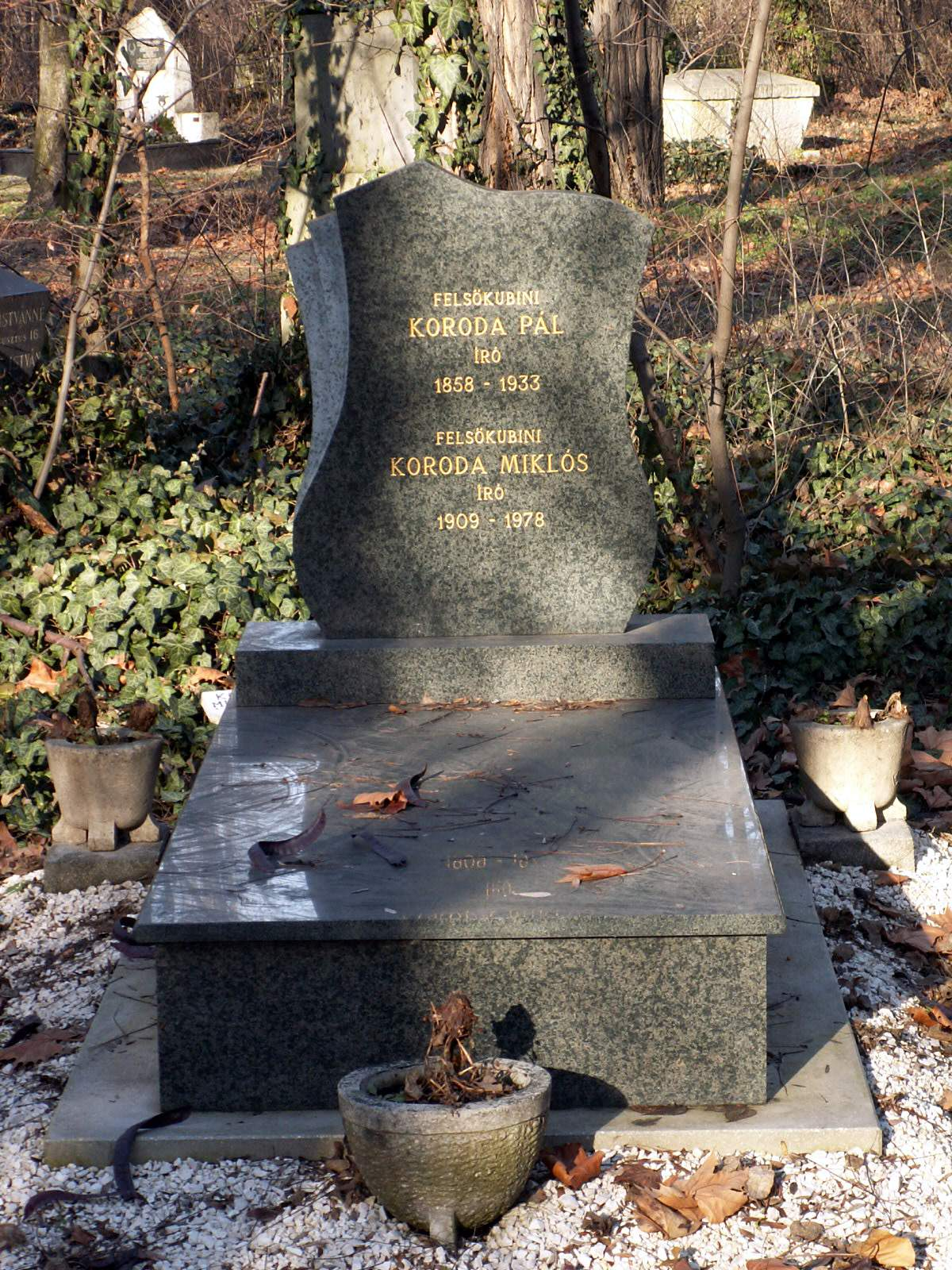
Fiával közös sírja a Fiumei úti sírkertben

## Betűjegyei
D. F. K. (Magyar Szemle, Barsmegyei Hirlap), f. k. (Egyetértés 1886. ápr. 7.)

## További információ
- Gyulai Pál: Újabb költői beszélyeink. In: Budapesti Szemle 15. kötet, XXIX. szám (203-212. old.)